# 角帶圍 (嘉義縣)
角帶圍，是臺灣嘉義縣義竹鄉的一個傳統地域名稱，位於該鄉東部。相較於今日行政區，其範圍大致包括岸腳村不含東南端及西南部及西北端、東光村東部凸出部分的東南側。

## 歷史
台灣日治初期，角帶圍地區為一街庄，稱為「角帶圍庄」，隸屬於龍蛟潭堡。該庄西北與新庄為鄰，北與東後藔庄為鄰，東與五間厝庄為鄰，東南邊隔八掌溪與岸內庄為界，南邊及西邊為義竹圍庄。
1901年（日治明治三十四年）11月11日，全台廢縣廳改設二十廳，該庄隸屬於鹽水港廳。1904年（明治三十七年）4月1日，該庄編入「岸內區」，隸屬於鹽水港廳。1906年（明治三十九年）4月1日，該庄改編入鹽水港廳「東後藔區」。1909年（明治四十二年）10月25日，全台合併二十廳為十二廳，東後藔區改隸屬於嘉義廳。1920年（大正九年）10月1日，全台地方制度大改正，廢十二廳改設五州二廳，該庄改制為「角帶圍」大字，隸屬於臺南州東石郡義竹庄。
戰後義竹庄改制為義竹鄉，隸屬於臺南縣，大字亦改制為村。1950年10月25日，雲、嘉、南分治，義竹鄉改隸屬嘉義縣。

## 聚落
本地區發展較早的聚落為角帶圍，在日治期初期的官方地圖上已有記載。

## 交通
省道台19線又稱「中央公路」，是彰化縣彰化至台南市永康的幹道，經過本地區角帶圍聚落。由該道路北行可前往朴子市、六腳鄉、雲林縣北港鎮、元長鄉等地，南行可前往義竹鄉義竹市區、臺南市鹽水區、學甲區、佳里區、西港區等地。
縣道163號是嘉義市市區至嘉義縣布袋鎮好美里的道路，經過本地區角帶圍聚落東郊。由該道路東北行可前往鹿草鄉、水上鄉、嘉義市西區，並止於縣道159號路口；西南行可前往義竹鄉義竹市區、布袋鎮，並止於好美里。